# Полом (Орічівський район)
Поло́м (рос. Полом) — присілок у складі Орічівського району Кіровської області, Росія. Входить до складу Адишевського сільського поселення.
Населення становить 18 осіб (2010, 17 у 2002).
Національний склад станом на 2002 рік — росіяни 100 %.